# Tachkent Grand Slam 2023
Pour un article plus général, voir Tournoi de Tachkent.
Navigation
Édition précédente
Le Tachkent Grand Slam 2023 se déroule du 3 au 5 mars 2023 au Yunusobod Sport Complex à Tachkent, en Ouzbékistan.

## Organisation

### Calendrier
| Épreuve ↓ / Date → | Épreuve ↓ / Date → | Ve 3 | Ve 3 | Sa 4 | Sa 4 | Di 5 | Di 5 |
| Épreuve ↓ / Date → | Épreuve ↓ / Date → | M    | S    | M    | S    | M    | S    |
| ------------------ | ------------------ | ---- | ---- | ---- | ---- | ---- | ---- |
| Hommes             | Moins de 60 kg     | Q    | F    |      |      |      |      |
| Hommes             | Moins de 66 kg     | Q    | F    |      |      |      |      |
| Hommes             | Moins de 73 kg     |      |      | Q    | F    |      |      |
| Hommes             | Moins de 81 kg     |      |      | Q    | F    |      |      |
| Hommes             | Moins de 90 kg     |      |      |      |      | Q    | F    |
| Hommes             | Moins de 100 kg    |      |      |      |      | Q    | F    |
| Hommes             | Plus de 100 kg     |      |      |      |      | Q    | F    |
| Femmes             | Moins de 48 kg     | Q    | F    |      |      |      |      |
| Femmes             | Moins de 52 kg     | Q    | F    |      |      |      |      |
| Femmes             | Moins de 57 kg     | Q    | F    |      |      |      |      |
| Femmes             | Moins de 63 kg     |      |      | Q    | F    |      |      |
| Femmes             | Moins de 70 kg     |      |      | Q    | F    |      |      |
| Femmes             | Moins de 78 kg     |      |      |      |      | Q    | F    |
| Femmes             | Plus de 78 kg      |      |      |      |      | Q    | F    |

| - M : combats le matin - A : combats le soir - Q : éliminatoires et quarts de finales - F : repêchages, demi-finales et combats pour les médailles |

## Participants

### Nations participantes
| Afrique                                                                               | Amériques                                                                            | Asie | Europe | Océanie                                            |
| ------------------------------------------------------------------------------------- | ------------------------------------------------------------------------------------ | --- | --- | -------------------------------------------------- |
| - Algérie (4) - Égypte (4) - Guinée (3) - République centrafricaine (2) - Sénégal (2) | - Brésil (17) - Canada (1) - Cuba (10) - Jamaïque (2) - Mexique (4) - États-Unis (4) | - Arabie saoudite (5) - Corée du Sud (4) - Chine (14) - Émirats arabes unis (3) - Inde (11) - Japon (11) - Kazakhstan (25) - Kirghizistan (12 - Liban (1) - Ouzbékistan (56) - Tadjikistan (13) - Taipei chinois (9) - Turkménistan (13) | - Allemagne (21) - Autriche (7) - Azerbaïdjan (6) - Bulgarie (1) - Croatie (10) - Espagne (12) - Estonie (3) - France (13) - Géorgie (11) - Grande-Bretagne (3) - Grèce (3) - Hongrie (7) - Italie (9) - Monténégro (2) - Pologne (1) - Portugal (6) - Roumanie (1) - Serbie (2) - Slovénie (4) - Suède (1) - Suisse (3) - Tchéquie (1) - Turquie (6) - Ukraine (6) | - Australie (5) - Nouvelle-Zélande (1) - Samoa (1) |
| 5 pays                                                                                | 6 pays                                                                               | 13 pays | 24 pays | 3 pays                                             |

## Médaillés

### Hommes
| Épreuves        | Or                  | Argent              | Bronze             |
| --------------- | ------------------- | ------------------- | ------------------ |
| Hommes          |                     |                     |                    |
| Moins de 60 kg  | Kim Won-jin         | Nurkanat Serikbayev | Doston Ruziev      |
| Moins de 60 kg  | Kim Won-jin         | Nurkanat Serikbayev | Ahmad Yusifov      |
| Moins de 66 kg  | Nurali Emomali      | Sardor Nurillaev    | Mukhriddin Tilovov |
| Moins de 66 kg  | Nurali Emomali      | Sardor Nurillaev    | Walide Khyar       |
| Moins de 73 kg  | Murodjon Yuldoshev  | Daniyar Shamshayev  | Nils Stump         |
| Moins de 73 kg  | Murodjon Yuldoshev  | Daniyar Shamshayev  | Magdiel Estrada    |
| Moins de 81 kg  | Attila Ungvári      | Shamil Borchashvili | Somon Makhmadbekov |
| Moins de 81 kg  | Attila Ungvári      | Shamil Borchashvili | Muso Sobirov       |
| Moins de 90 kg  | Davlat Bobonov      | Sanshiro Murao      | Giovani Ferreira   |
| Moins de 90 kg  | Davlat Bobonov      | Sanshiro Murao      | Krisztián Tóth     |
| Moins de 100 kg | Varlam Liparteliani | Aaron Fara          | Kotaro Ueoka       |
| Moins de 100 kg | Varlam Liparteliani | Aaron Fara          | Dzhafar Kostoev    |
| Plus de 100 kg  | Alisher Yusupov     | Tatsuru Saito       | Gela Zaalishvili   |
| Plus de 100 kg  | Alisher Yusupov     | Tatsuru Saito       | Andy Granda        |

### Femmes
| Épreuves       | Or                | Argent               | Bronze              |
| -------------- | ----------------- | -------------------- | ------------------- |
| Femmes         |                   |                      |                     |
| Moins de 48 kg | Andrea Stojadinov | Catarina Costa       | Tuğçe Beder         |
| Moins de 48 kg | Andrea Stojadinov | Catarina Costa       | Guo Zongying        |
| Moins de 52 kg | Mascha Ballhaus   | Ai Shishime          | Réka Pupp           |
| Moins de 52 kg | Mascha Ballhaus   | Ai Shishime          | Ana Pérez Box       |
| Moins de 57 kg | Momo Tamaoki      | Eteri Liparteliani   | Akari Omori         |
| Moins de 57 kg | Momo Tamaoki      | Eteri Liparteliani   | Pauline Starke      |
| Moins de 63 kg | Megumi Horikawa   | Prisca Awiti Alcaraz | Florentina Ivănescu |
| Moins de 63 kg | Megumi Horikawa   | Prisca Awiti Alcaraz | Szofi Özbas         |
| Moins de 70 kg | Michaela Polleres | Barbara Matić        | Anna Bernholm       |
| Moins de 70 kg | Michaela Polleres | Barbara Matić        | Gulnoza Matniyazova |
| Moins de 78 kg | Rika Takayama     | Giorgia Stangherlin  | Ma Zhenzhao         |
| Moins de 78 kg | Rika Takayama     | Giorgia Stangherlin  | Patrícia Sampaio    |
| Plus de 78 kg  | Wakaba Tomita     | Xu Shiyan            | Hilal Öztürk        |
| Plus de 78 kg  | Wakaba Tomita     | Xu Shiyan            | Su Xin              |

## Tableau des médailles
Le tableau suivant présente les nations participantes au classement des médailles de leurs athlète :
- Pays organisateur (Ouzbékistan)

| Rang  | Nation              | Or | Argent | Bronze | Total |
| ----- | ------------------- | -- | ------ | ------ | ----- |
| 1     | Japon               | 4  | 3      | 2      | 9     |
| 2     | Ouzbékistan         | 3  | 1      | 4      | 8     |
| 3     | Autriche            | 1  | 2      | 0      | 3     |
| 4     | Géorgie             | 1  | 1      | 1      | 3     |
| 5     | Hongrie             | 1  | 0      | 3      | 4     |
| 6     | Allemagne           | 1  | 0      | 1      | 2     |
| 6     | Tadjikistan         | 1  | 0      | 1      | 2     |
| 8     | Corée du Sud        | 1  | 0      | 0      | 1     |
| 8     | Serbie              | 1  | 0      | 0      | 1     |
| 10    | Kazakhstan          | 0  | 2      | 0      | 2     |
| 11    | Chine               | 0  | 1      | 3      | 4     |
| 12    | Portugal            | 0  | 1      | 1      | 2     |
| 13    | Croatie             | 0  | 1      | 0      | 1     |
| 13    | Italie              | 0  | 1      | 0      | 1     |
| 13    | Mexique             | 0  | 1      | 0      | 1     |
| 16    | Cuba                | 0  | 0      | 2      | 2     |
| 16    | Turquie             | 0  | 0      | 2      | 2     |
| 18    | Azerbaïdjan         | 0  | 0      | 1      | 1     |
| 18    | Brésil              | 0  | 0      | 1      | 1     |
| 18    | Émirats arabes unis | 0  | 0      | 1      | 1     |
| 18    | Espagne             | 0  | 0      | 1      | 1     |
| 18    | France              | 0  | 0      | 1      | 1     |
| 18    | Roumanie            | 0  | 0      | 1      | 1     |
| 18    | Suède               | 0  | 0      | 1      | 1     |
| 18    | Suisse              | 0  | 0      | 1      | 1     |
| Total | Total               | 14 | 14     | 28     | 56    |